# 3. ŽNL Sisačko-moslavačka NS Sisak 2011./12.
Prvenstvo se igralo dvokružno. Prvenstvo je osvojilo NK Mahovo, te se plasirao u viši rang (2. ŽNL Sisačko-moslavačku).

## Tablica
| Mj. | Klub                   | Sus. | Pobj. | Nerj. | Por. | GR.   | Bod. |
| --- | ---------------------- | ---- | ----- | ----- | ---- | ----- | ---- |
| 1.  | NK Mahovo              | 18   | 11    | 4     | 3    | 56:30 | 37   |
| 2.  | NK AŠK Staro Pračno    | 18   | 10    | 3     | 5    | 35:18 | 33   |
| 3.  | NK Posavina Preloščica | 18   | 9     | 3     | 6    | 32:33 | 30   |
| 4.  | NK Gvozd               | 18   | 9     | 3     | 6    | 46:32 | 30   |
| 5.  | NK Hajduk Sela         | 18   | 8     | 3     | 7    | 33:24 | 27   |
| 6.  | NK Zeleni Brijeg Sisak | 18   | 7     | 4     | 7    | 29:28 | 25   |
| 7.  | NK Mladost Greda       | 18   | 6     | 3     | 9    | 20:37 | 21   |
| 8.  | NK Mladost Bobovac     | 18   | 6     | 2     | 10   | 25:43 | 20   |
| 9.  | NK Kupa Letovanić      | 18   | 5     | 3     | 10   | 18:31 | 18   |
| 10. | NK PPG Rujevac         | 18   | 3     | 4     | 11   | 31:49 | 13   |

## Dodatne kvalifikacije za popunu 2. ŽNL
Za preostalo 4. mjesto koje vodi u 2. ŽNL Sisačko-moslavačku borili su se drugoplasirani klubovi iz sve tri grupe

### Rezultati
| Datum            | Utakmica                                      | Rezultat |
| ---------------- | --------------------------------------------- | -------- |
| 17. lipnja 2012. | NK AŠK Staro Pračno - NK Jedinstvo Drenov Bok | 3:2      |
| 22. lipnja 2012. | NK Dinamo Kutina - NK AŠK Staro Pračno        | 4:4      |
| 24. lipnja 2012. | NK Jedinstvo Drenov Bok - NK Dinamo Kutina    | 2:7      |

### Tablica kvalifikacija
| Mj. | Klub                    | Sus. | Pobj. | Nerj. | Por. | GR.  | Bod. |
| --- | ----------------------- | ---- | ----- | ----- | ---- | ---- | ---- |
| 1.  | NK Dinamo Kutina        | 2    | 1     | 1     | 0    | 11:6 | 4    |
| 2.  | NK AŠK Staro Pračno     | 2    | 1     | 1     | 0    | 7:6  | 4    |
| 3.  | NK Jedinstvo Drenov Bok | 2    | 0     | 0     | 2    | 4:10 | 0    |

Iako je kroz kvalifikacije promociju izborio NK Dinamo Kutina, u 2. ŽNL Sisačko-moslavačku se kvalificirao NK AŠK Staro Pračno.